# Tatort: Nachtschatten
Nachtschatten ist ein Fernsehfilm aus der Krimireihe Tatort. Der vom MDR Fernsehen produzierte Beitrag soll im SRF, im ORF und im Ersten ausgestrahlt werden.

## Handlung
Ein verwirrtes, 16‑jähriges Mädchen wird nachts in Dresden mit einem blutverschmierten Skalpell aufgegriffen. Sie berichtet, ihr Vater habe sie und ihre Schwester Jana lebenslang in einem Keller gefangen gehalten, und Jana sei noch dort. Kommissarin Winkler glaubt der traumatisierten Teenagerin, während Schnabel Zweifel hegt. Ermittlungen und forensische Untersuchungen decken Hinweise auf familiäre Blutspuren auf – und plötzlich steht Amanda selbst unter Mordverdacht.

## Hintergrund
Der Film wurde vom 4. April 2024 bis zum 3. Mai 2024 in Dresden, Leipzig und Umgebung gedreht. Die Premiere erfolgte am 13. Juni 2025 beim Internationalen Filmfest Emden Norderney.